# Audi Q2
L'Audi Q2 est un crossover urbain produit par le constructeur automobile allemand Audi depuis septembre 2016 après sa révélation officielle le 1er mars 2016 au salon de Genève.

## Historique du modèle
Lors du développement de ce modèle, il allait s'appeler Q1 en raison du nom "Q2" utilisé par les droits d'Alfa Romeo et Maserati pour désigner leurs modèles sportifs mais à la suite d'un accord avec ces deux marques, Audi baptise finalement son SUV Q2.
Il est fabriqué à l’usine Audi d’Ingolstadt et il partage sa plateforme technique modulaire MQB avec l'Audi A3 et le Volkswagen T-Roc. L’Audi Q2 a été lancé sur le marché européen à l’automne 2016.
En octobre 2018, la première publique de l’Audi SQ2 a eu lieu au Paris Motion Festival. Le SQ2 est disponible depuis décembre 2018.
Depuis octobre 2018, le Q2 est également disponible en version longue (carrosserie plus longue de 33 mm) en Chine. Le Q2L est produit par FAW-Volkswagen à Foshan. Au Salon de l'automobile de Shanghai d’avril 2019, une version à batterie du SUV a fait ses débuts avec le Q2L e-tron. Il est entraîné par un moteur électrique de 100 kW (135 ch).
Début septembre 2020, Audi dévoile le Q2 restylé. Les feux avant et arrière évoluent peu. Il peut recevoir en option des feux avant Matrix LED. Le Q2 remanié a été allongé de quelques millimètres et mesure désormais 4,21 m, tandis que sa largeur (1,79 m) et sa hauteur (1,54 m) sont restées inchangées. Les designers ont appliqué le motif du polygone, caractérisant déjà les lignes avant et la ligne d’épaule de caisse, jusqu’à l’extrémité arrière.
En février 2022, Markus Duesmann, PDG d’Audi AG, a annoncé à la presse qu’il n’y aurait pas de modèle successeur au Q2 car Audi a l’intention de se limiter à la production de voitures plus grandes à l’avenir.

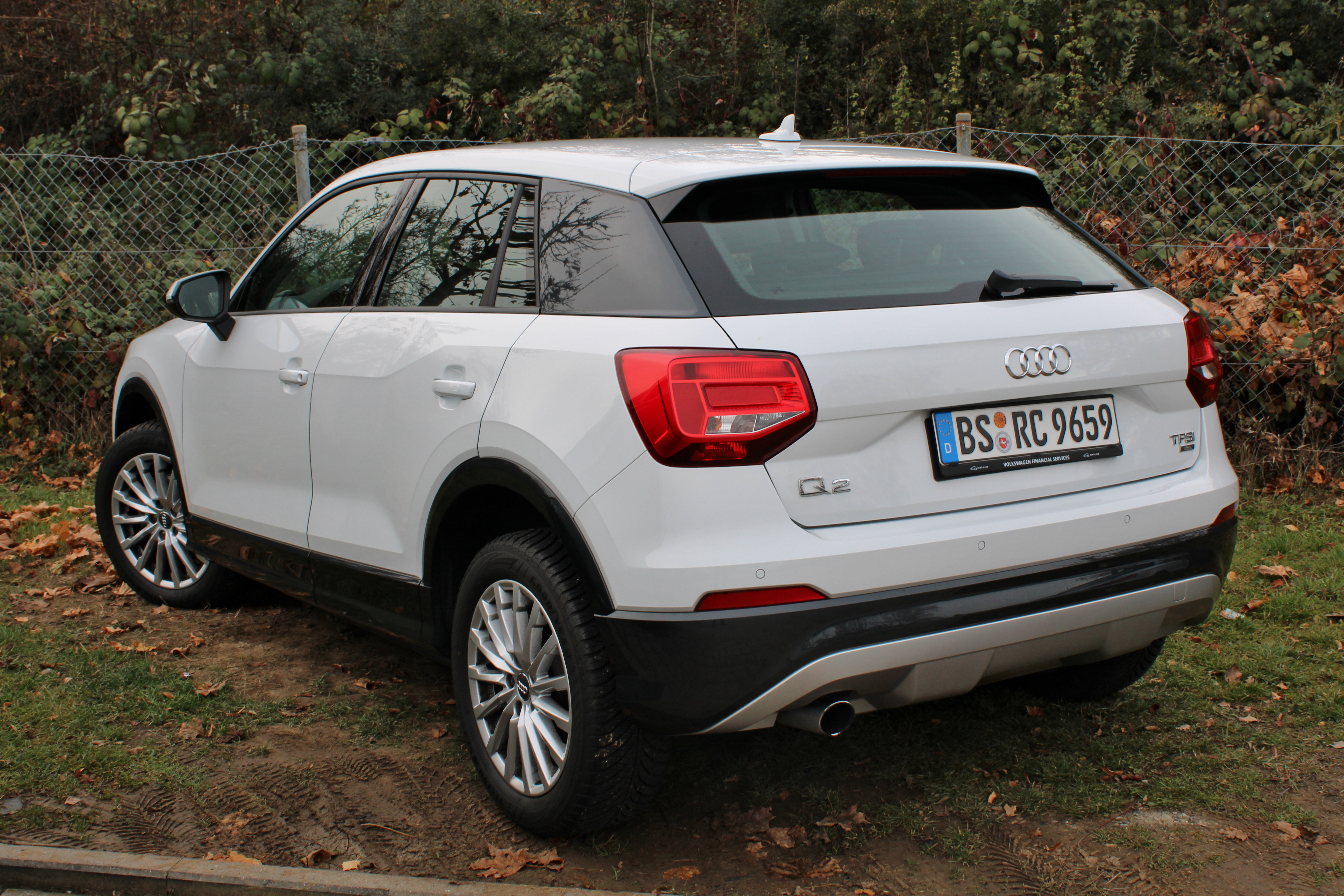
Vue arrière.
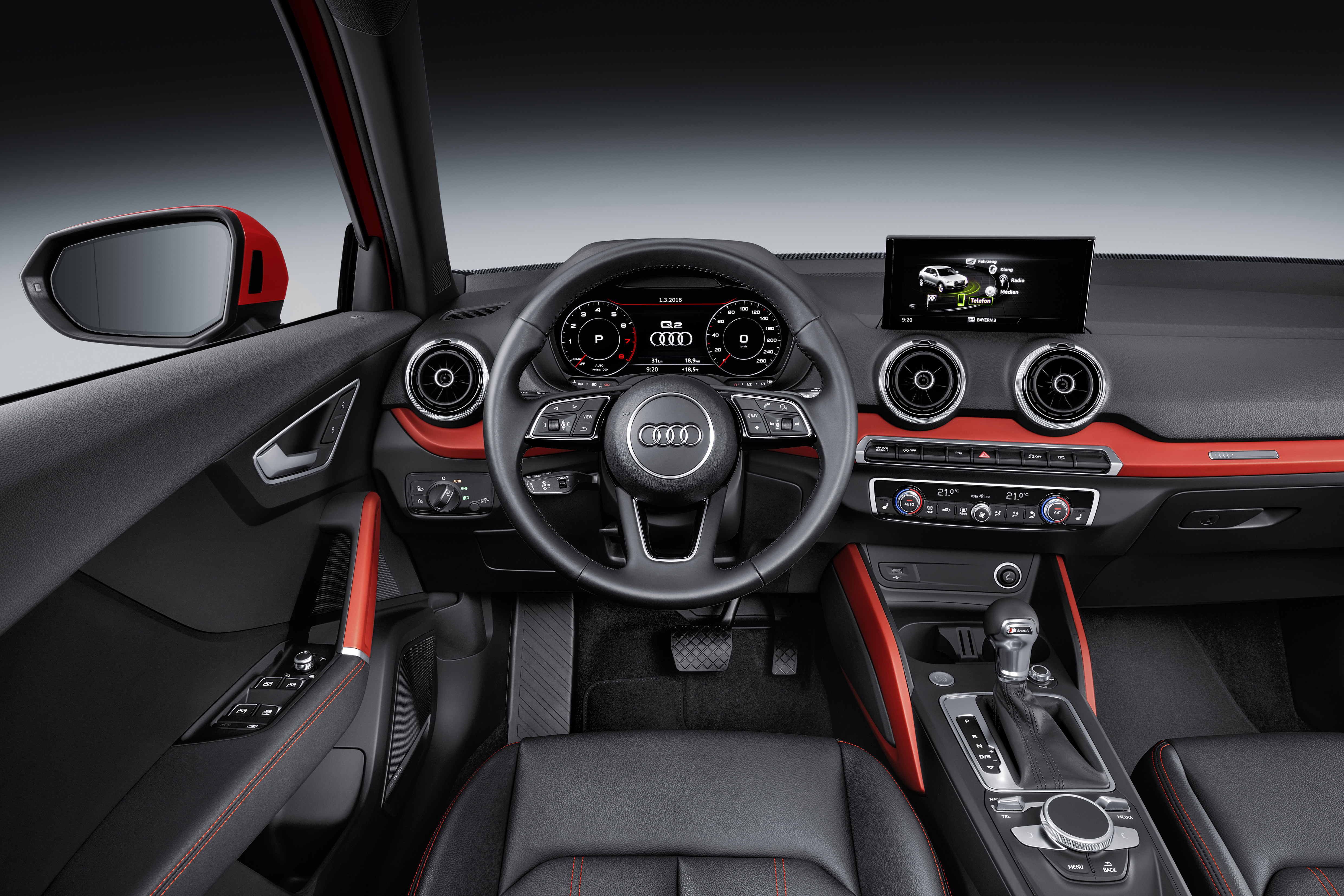
Intérieur.
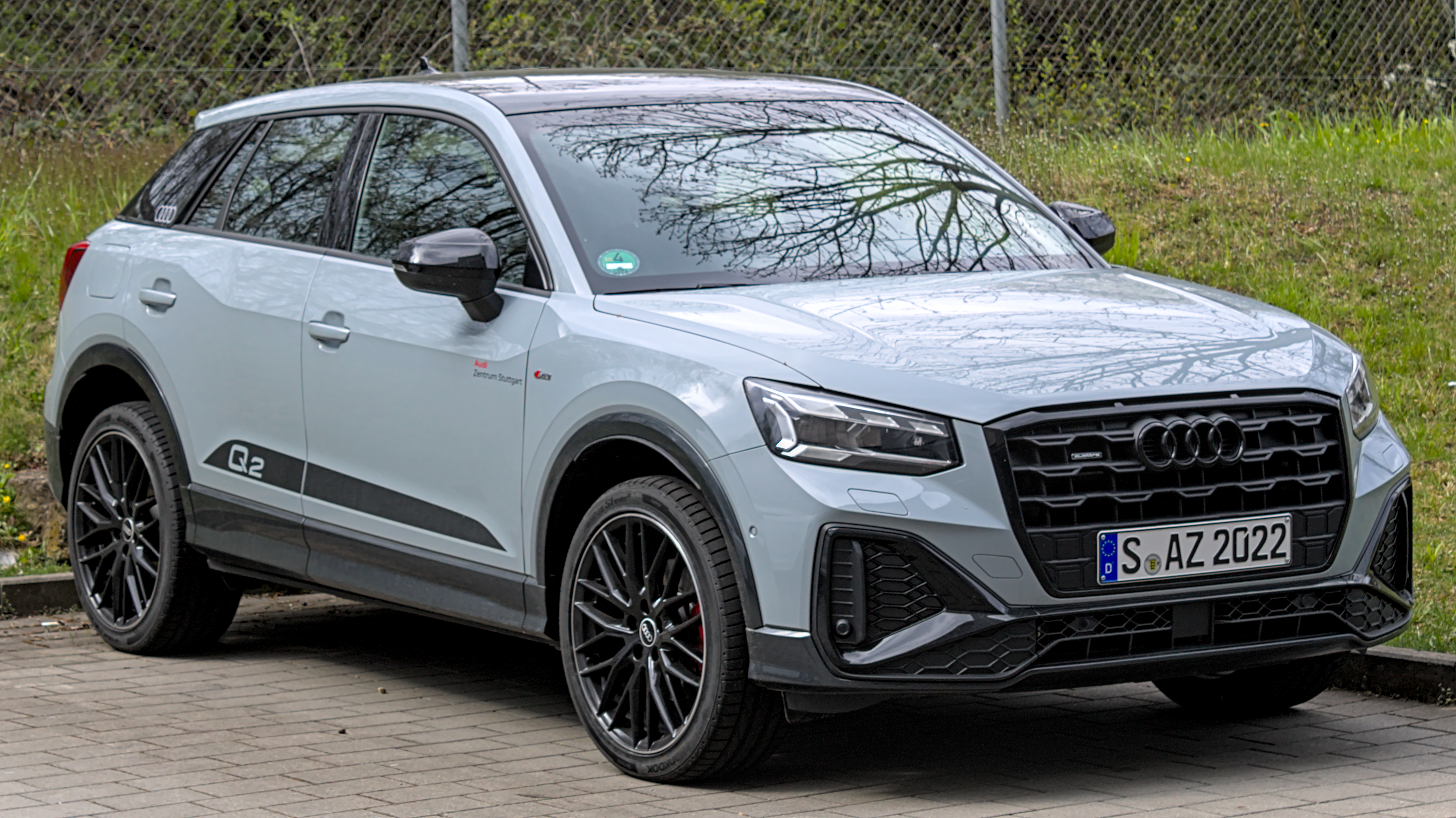
Audi Q2 (depuis 2020).
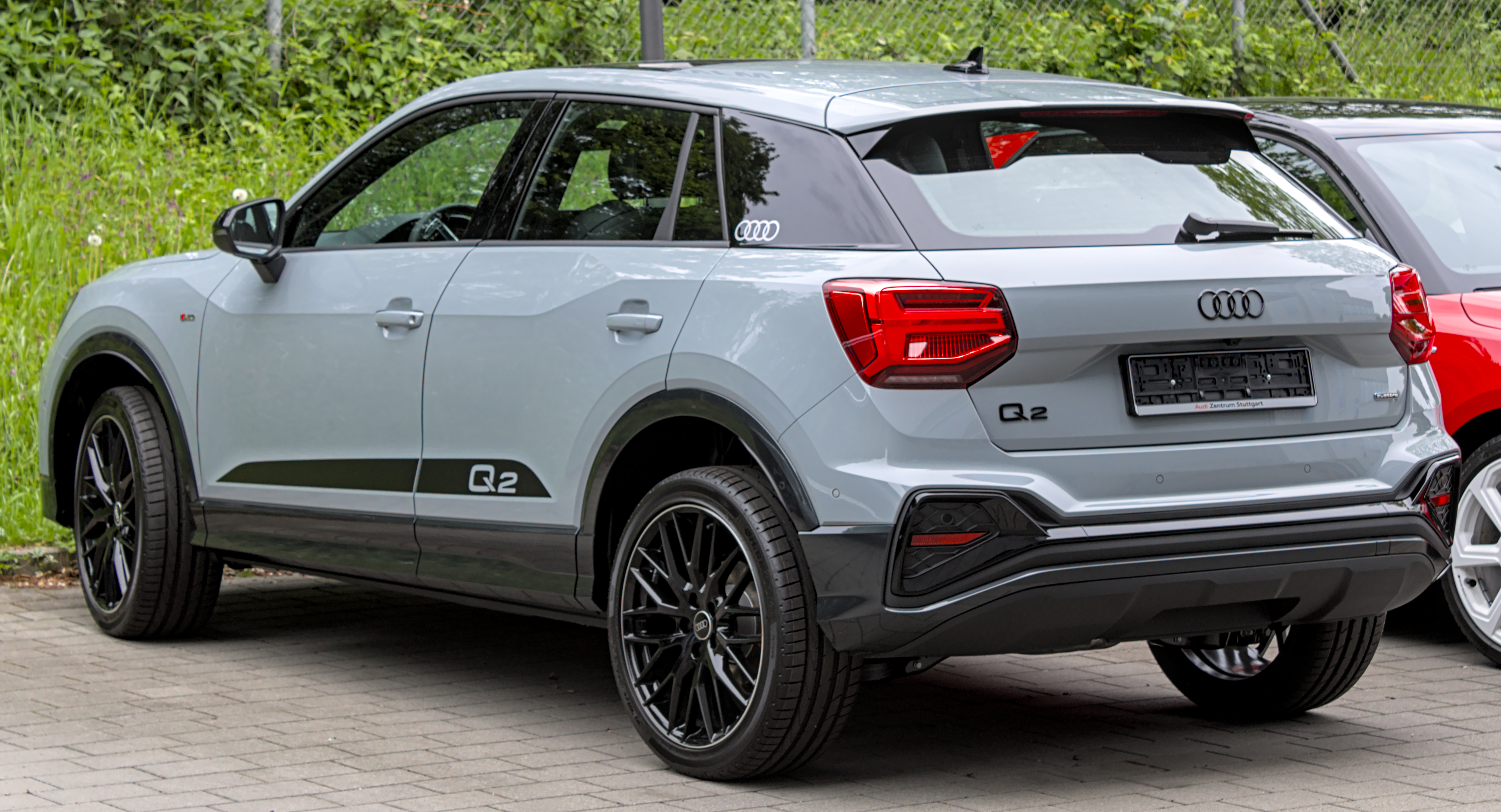
Vue arrière.

## Équipement
L’Audi Q2 est livré de série avec un moniteur MMI positionné en haut du tableau de bord. Il peut être actionné à l’aide d’un bouton rotatif/poussoir et de deux boutons sur le tunnel central. Selon l’équipement, le bouton rotatif/poussoir dispose également d’une fonction pavé tactile. Une borne Wi-Fi permet de surfer sur Internet et de diffuser des médias avec des appareils mobiles dans le véhicule. Avec le niveau de configuration le plus élevé pour le système de navigation (navigation MMI avec MMI touch en plus), les services en ligne d’Audi Connect peuvent également être utilisés. La connexion des données nécessaire à cet effet est incluse via la carte SIM installée en permanence dans la voiture. CarPlay et Android Auto peuvent être intégrés dans le véhicule via l’interface de smartphone d’Audi ou via un port USB.
La direction progressive est également de série sur toutes les variantes de l’Audi Q2. Avec elle, la translation varie en fonction de l’angle de braquage; cela le rend plus direct avec de grands mouvements de direction. Si vous le souhaitez, le système Audi Drive Select et des amortisseurs adaptatifs peuvent également être commandés.
Audi se réfère à une unité de compteur de vitesse TFT pour le cockpit virtuel Audi, et il y a un affichage tête haute sur lequel le véhicule y projette des informations importantes sur une petite vitre extensible devant le pare-brise

### Gammes d’équipement
Phase 1
- Q2 : Équipement de base.
- Design
- Sport : La gamme d’équipement sportif comprend un volant multifonction en cuir, jantes en aluminium de 17 pouces, sièges sport et le forfait brillance.
- Business Line
- S Line
- Design : La gamme la plus haut de gamme comprend un volant multifonction en cuir, jantes en aluminium de 17 pouces et le forfait lumière et brillance.

Phase 2
- Design
- Business Line
- S Line
- Design
- S Line Plus

### Sécurité
Les système d'aide à la conduite disponibles pour le Q2 sont :
- Audi Pre Sense Front : Ce système reconnaît les situations critiques avec d’autres véhicules ou des piétons qui traversent devant le véhicule et, si nécessaire, déclenche un freinage d’urgence - jusqu’à l’arrêt à basse vitesse. (De série)
- Radar de régulation de distance : Fonctionne de 0 à 60 km/h sur les modèles à transmission automatique (à partir de 30 km/h sur les modèles à transmission manuelle). Avec la fonction Stop & Go, le système peut arrêter et redémarrer le véhicule de manière autonome.
- Assistant d’embouteillage : Dans une circulation lente, il dirige, freine et accélère le véhicule de manière autonome.
- Alerte de franchissement involontaire de ligne
- Assistant de changement de voie
- Reconnaissance des panneaux de signalisation
- Assistant de stationnement et assistant de circulation transversale à l’arrière

Le véhicule a reçu cinq étoiles au essai de choc Euro NCAP 2016.

### Modèles spéciaux
Un modèle spécial appelé Edition #1 a été proposé dès le début du modèle. Il comprend une finition de peinture exclusive Quantumgrau et un équipement standard étendu
- Launch Edition
- Midnight Series
- Sport Limited (1 000 exemplaires)[13]

## Audi SQ2
Depuis fin 2018, il existe une nouvelle version sportive avec le préfixe "S", il s’agit du SQ2. Le modèle a été présenté à l'occasion du Salon de l'Auto de Paris en octobre 2018. Le modèle est motorisé par un moteur quatre cylindres en ligne turbocompressé de 2 litres avec une puissance maximale de 300 ch (221 kW) et 400 N m de couple. La boîte de vitesses à double embrayage S Tronic à 7 rapports sera incluse de série avec la transmission intégrale Quattro.

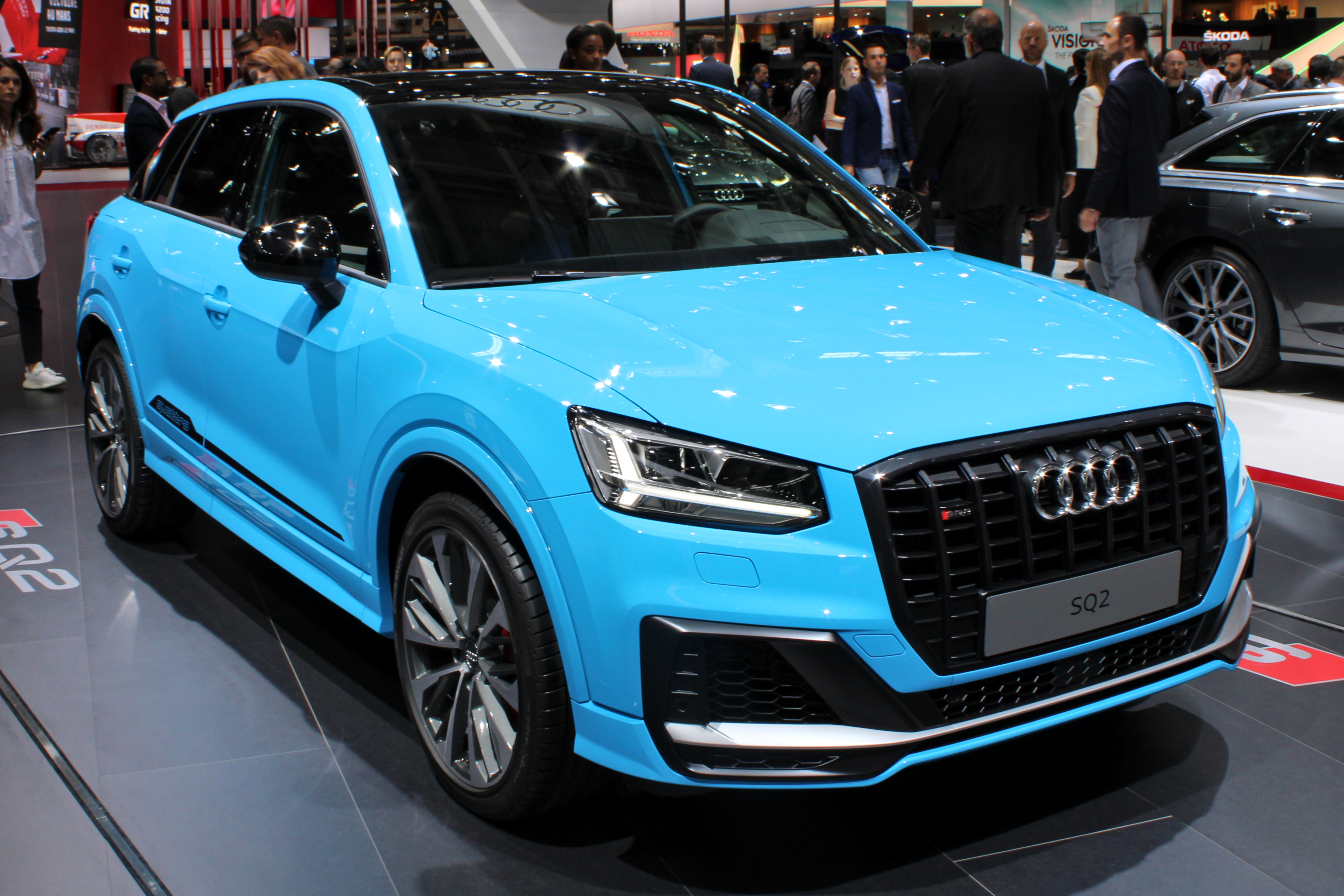
Audi SQ2 (2018–2020).
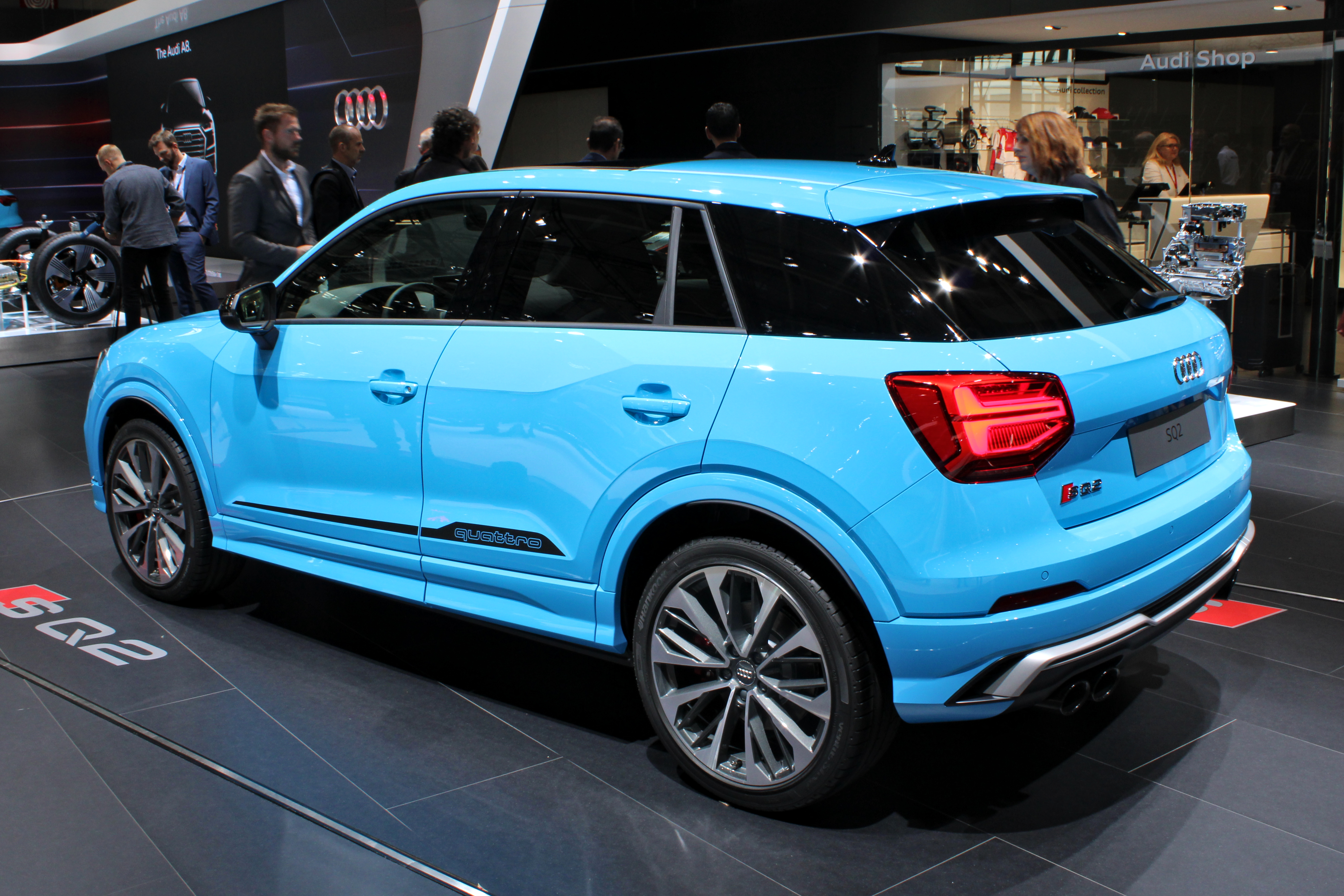
Vue arrière.
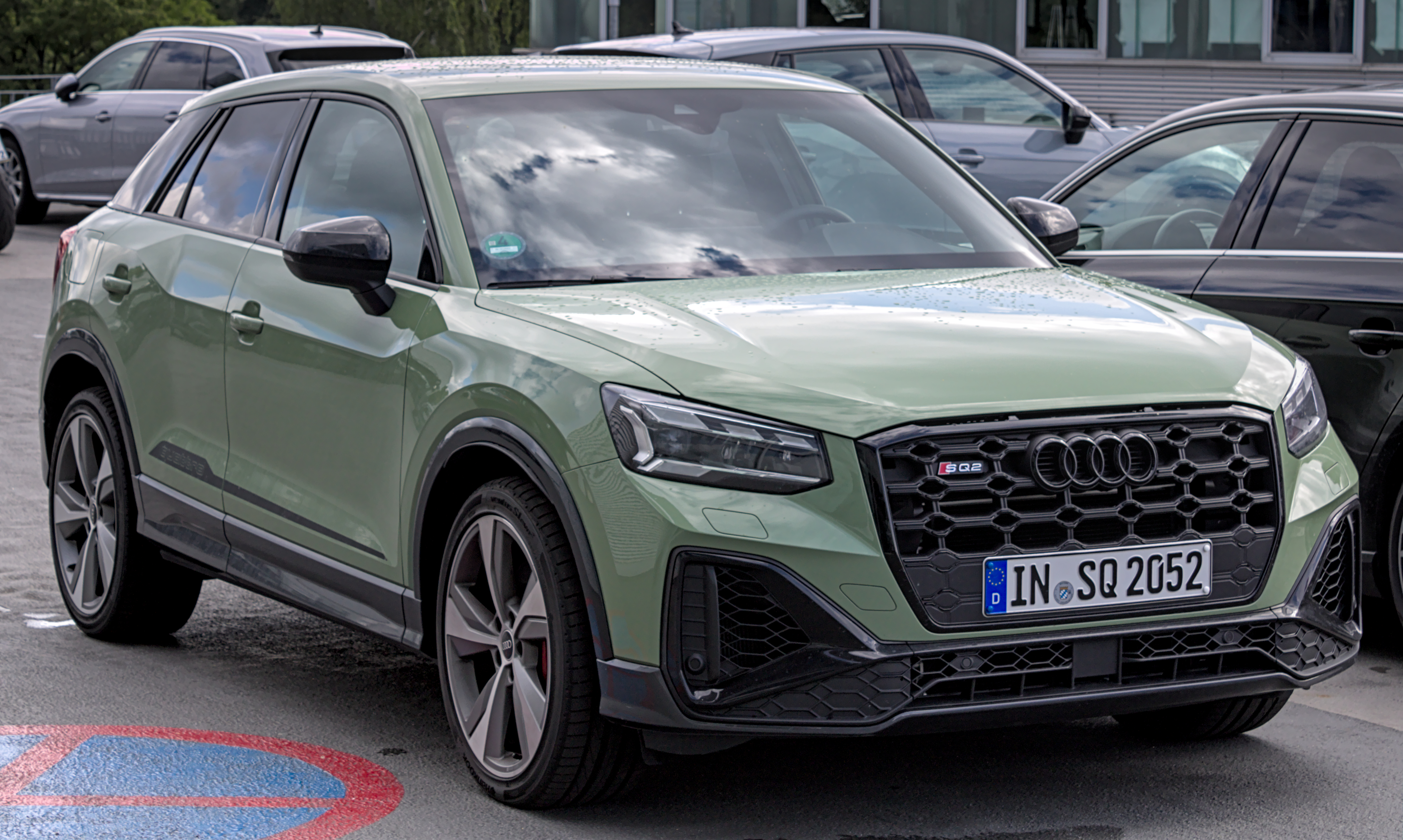
Audi SQ2 (depuis 2020).
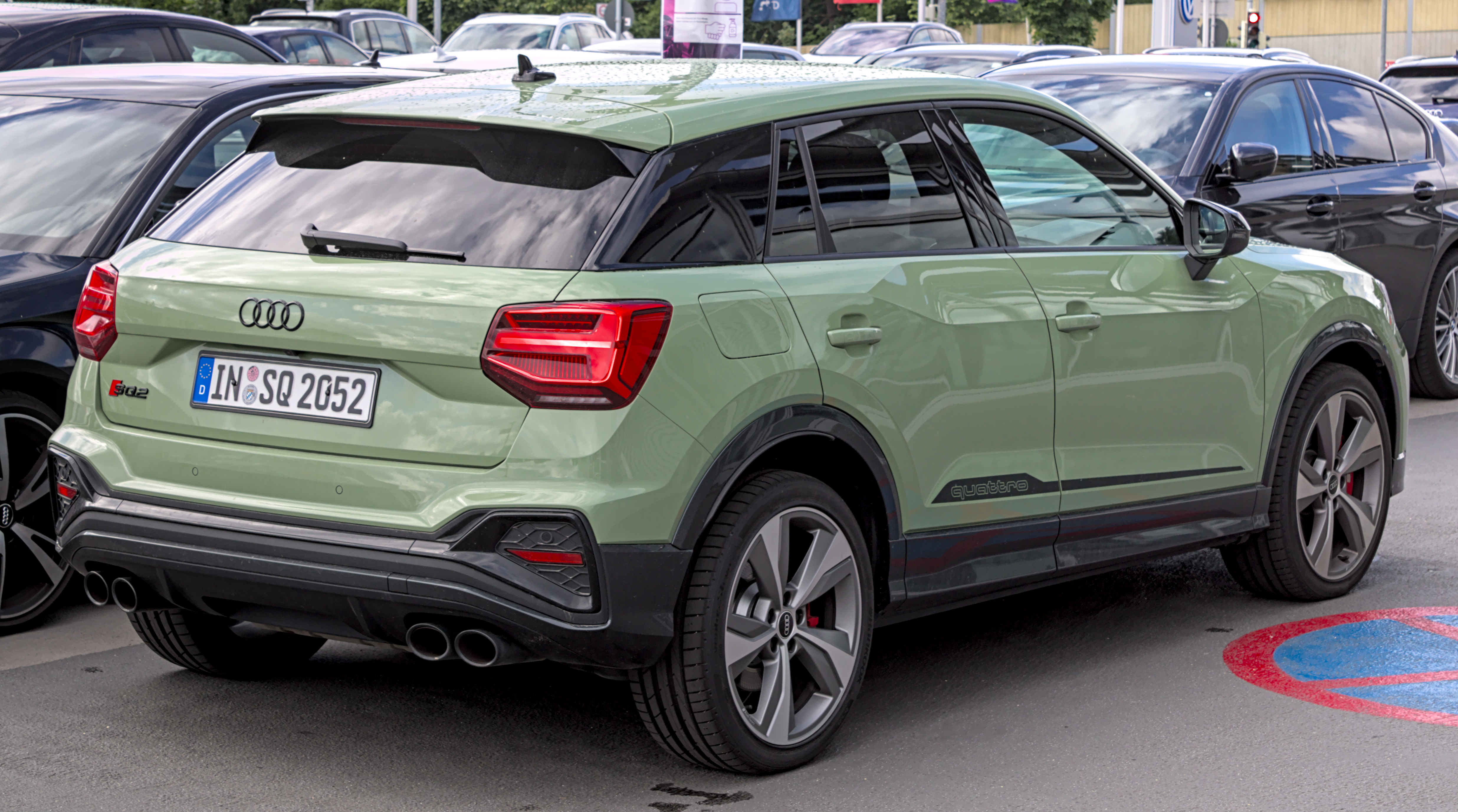
Vue arrière.

## Audi Q2L e-tron

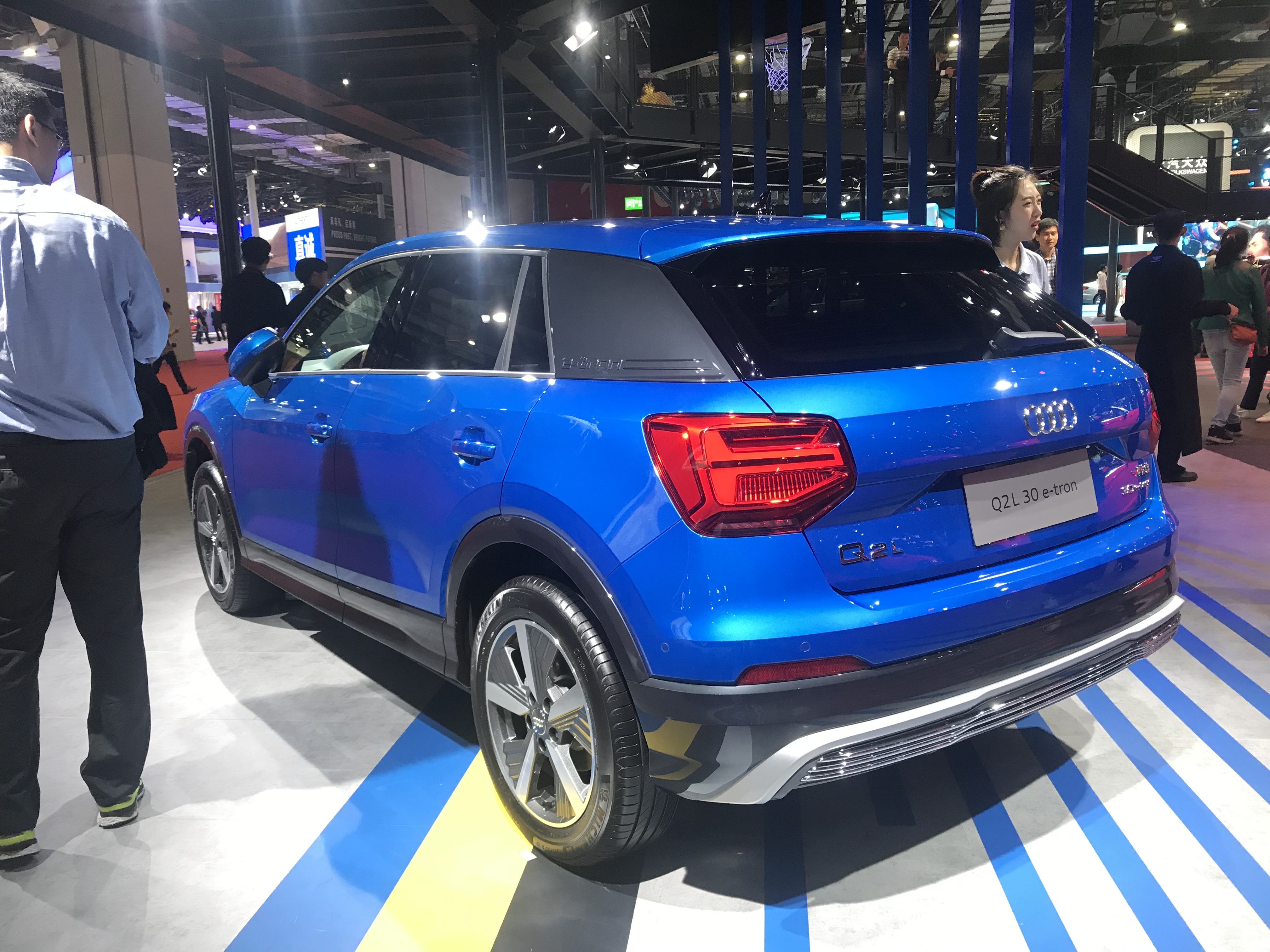
Audi Q2L e-tron.

L’Audi Q2L e-tron a été dévoilé le 16 avril au salon de l'automobile de Shanghai 2019. Il a été spécialement conçu pour le marché chinois et il est produit là-bas par FAW-Volkswagen dans l’usine de Foshan. Le Q2 est propulsé par un moteur électrique d’une puissance de 100 kW (136 ch) à 290 Nm, le moteur est situé sur l’essieu avant. L’autonomie de la batterie de 38 kilowattheures est de 265 kilomètres selon la norme NEDC. L'Audi Q2L e-tron repose sur le même châssis que la version thermique. Toutefois, sa grille de calandre est réduite. Le véhicule s'accompagne de feux de jour à LED.

## Motorisations
|                                                      | 30 TFSI             | 30 TFSI             | 35 TFSI             | 35 TFSI             | 40 TFSI             | SQ2 TFSI            | 30 TDI              | 30 TDI             | 35 TDI              | 35 TDI             | 35 TDI             |
| ---------------------------------------------------- | ------------------- | ------------------- | ------------------- | ------------------- | ------------------- | ------------------- | ------------------- | ------------------ | ------------------- | ------------------ | ------------------ |
| Moteur                                               | 4 cylindres essence | 4 cylindres essence | 4 cylindres essence | 4 cylindres essence | 4 cylindres essence | 4 cylindres essence | 4 cylindres diesel  | 4 cylindres diesel | 4 cylindres diesel  | 4 cylindres diesel | 4 cylindres diesel |
| Alimentation                                         | Turbocompressé      | Turbocompressé      | Turbocompressé      | Turbocompressé      | Turbocompressé      | Turbocompressé      | Turbocompressé      | Turbocompressé     | Turbocompressé      | Turbocompressé     | Turbocompressé     |
| Transmission                                         | Traction            | Traction            | Traction            | Traction            | Quattro             | Quattro             | Traction            | Traction           | Traction            | Traction           | Quattro            |
| Cylindrée (cm3)                                      | 999                 | 999                 | 1 498               | 1 498               | 1 984               | 1 984               | 1 598               | 1 598              | 1 968               | 1 968              | 1 968              |
| Puissance maxi ch (kW)                               | 116 (85)            | 116 (85)            | 150 (110)           | 150 (110)           | 190 (140)           | 300 (221)           | 116 (85)            | 116 (85)           | 150 (110)           | 150 (110)          | 150 (110)          |
| au régime de (tr/min)                                | 5 000 à 5 500       | 5 000 à 5 500       | 5 000 à 6 000       | 5 000 à 6 000       | 4 200 à 6 000       | 5 300 à 6 500       | 3 250 à 4 000       | 3 250 à 4 000      | 3 500 à 4 000       | 3 500 à 4 000      | 3 500 à 4 000      |
| Couple maxi (N m)                                    | 200                 | 200                 | 250                 | 250                 | 320                 | 400                 | 250                 | 250                | 340                 | 340                | 340                |
| au régime de (tr/min)                                | 2 000 à 3 500       | 2 000 à 3 500       | 1 500 à 3 500       | 1 500 à 3 500       | 1 500 à 4 100       | 2 000 à 5 000       | 1 750 à 3 200       | 1 750 à 3 200      | 1 750 à 3 000       | 1 750 à 3 000      | 1 750 à 3 000      |
| Boîte de vitesses                                    | Manuelle 6 rapports | Stronic 7 rapports  | Manuelle 6 rapports | Stronic 7 rapports  | Stronic 7 rapports  | Stronic 7 rapports  | Manuelle 6 rapports | Stronic 7 rapports | Manuelle 6 rapports | Stronic 7 rapports | Stronic 7 rapports |
| Vitesse maxi (en km/h)                               | 197                 | 197                 | 212                 | 212                 | 228                 | 250                 | 197                 | 197                | 211                 | 211                | 211                |
| 0-100 km/h (en s)                                    | 10,1                | 10,3                | 8,5                 | 8,5                 | 6,5                 | 4,8                 | 10,3                | 10,5               | 8,5                 | 8,5                | 8,1                |
| Consommation (en L/100 km) urbain/extra-urbain/mixte | 6,4/4,8/5,4         | 6,4/4,8/5,4         | 7,3/5,0/5,9         | 6,8/4,8/5,7         | 8,5/5,7/6,7         | 8,8/6,2/7,2         | 5,6/4,5/4,9         | 5,3/4,5/4,8        | 5,8/4,2/4,7         | 5,5/4,3/4,7        | 6,2/4,8/5,3        |
| Émissions de CO2 (WLTP)(en g/km)                     | 123                 | 123                 | 133                 | 129                 | 153                 | 163                 | 128                 | 126                | 124                 | 123                | 140                |
| Capacité du réservoir (en L)                         | 50                  | 50                  | 50                  | 50                  | 50                  | 55                  | 55                  | 55                 | 55                  | 55                 | 55                 |
| Masse à vide (kg EU)                                 | 1 300               | 1 325               | 1 340               | 1 365               | 1 505               | 1 585               | 1 420               | 1 435              | 1 440               | 1 465              | 1 550              |
| Norme environnementale                               | Euro 6d Temp        | Euro 6d Temp        | Euro 6d Temp        | Euro 6d Temp        | Euro 6d Temp        | Euro 6d Temp        | Euro 6d Temp        | Euro 6d Temp       | Euro 6d Temp        | Euro 6d Temp       | Euro 6d Temp       |

Données constructeur.

## Chiffres de production
Depuis le lancement sur le marché et jusqu’en décembre 2021 inclus, un total de 90 196 Audi Q2 ont été nouvellement immatriculés en Allemagne. Avec 23 147 unités, 2017 a été l’année la plus réussie pour les ventes.